# فونشال
شهر فونشال (به پرتغالی: Funchal) (تلفظ پرتغالی:[fũnˈʃal] ()) در جزایر مادیرا و در کشور پرتغال واقع شده‌است. جمعیت این شهر۱۰۰٬۵۳۶ نفر است. در تاریخ ۲۱ اوت ۱۵۰۸ به عنوان شهر شناخته شد.